# Grupo de Acción Financiera Internacional
El Grupo de Acción Financiera Internacional (GAFI; en inglés, Financial Action Task Force, o FATF), es una institución intergubernamental creada en el año 1989 por el entonces G8. El propósito de la GAFI es desarrollar políticas que ayuden a combatir el blanqueo de capitales y la financiación del terrorismo. El Secretariado de la  GAFI está en la sede de la OCDE en París.

## Políticas y recomendaciones
Las políticas primarias publicadas por el GAFI son un conjunto de cuarenta recomendaciones con relación al blanqueo de capitales que, junto a las recomendaciones especiales para impedir la financiación del terrorismo, constituyen el estándar internacional para el control y combate de estas dos actividades. Las mismas fueron diseñadas con la intención de que sean implementadas en los diferentes países observando la legislación local vigente.
Después de ser publicadas, las recomendaciones de la GAFI fueron completamente revisadas en 1996, luego en 2003 y finalmente en 2012. Estas instan a los estados a:
- Implementar las convenciones relevantes a su respectiva legislación.
- Condenar el blanqueo de capitales y ofrecer herramientas legales a las autoridades para la confiscación de los ingresos producidos por el lavado de dinero.
- Implementar políticas para los usuarios de los bancos (Ej: Verificación de la identidad personal). Guardar un registro de las transacciones sospechosas de instituciones financieras, de negocios y no financieras.
- Establecer una unidad de inteligencia financiera, que reciba y procese los reportes de transacciones sospechas o dudosas.
- Cooperar con la comunidad internacional investigando y facilitando la persecución del blanqueo de capitales.

La GAFI publicó 9 recomendaciones especiales en octubre de 2001 después de los atentados del 11 de septiembre de 2001 en Estados Unidos. En el año 2004 la GAFI publicó una novena recomendación especial en contra de la financiación al terrorismo.
Las recomendaciones especiales amplían la aplicación de las iniciales cuarenta recomendaciones, introduciendo nuevos requisitos relacionados con servicios bancarios como remesas, transferencia de dinero por teléfono, organizaciones sin fines de lucro (OSFL) y mecanismos alternativos de transferencia de dinero.

## Miembros
Actualmente la GAFI tiene 37 jurisdicciones miembros y dos organizaciones regionales:

### Países
1. Alemania
2. Arabia Saudita
3. Argentina
4. Australia
5. Austria
6. Bélgica
7. Brasil
8. Canadá
9. China
10. Corea del Sur
11. Dinamarca
12. España
13. Estados Unidos
14. Federación Rusa
15. Finlandia
16. Francia
17. Grecia
18. Hong Kong, China
19. India
20. Islandia
21. Irlanda
22. Italia
23. Japón
24. Luxemburgo
25. México
26. Nueva Zelanda
27. Noruega
28. Países Bajos
29. Portugal
30. Reino Unido
31. Singapur
32. Sudáfrica
33. Suecia
34. Suiza
35. Turquía
36. Israel
37. Malaysia

### Organizaciones Regionales
1. Comisión Europea
2. Consejo de Cooperación para los Estados Árabes del Golfo Pérsico

## Miembros observadores
- Varias organizaciones internacionales, entre las que se encuentran el Fondo Monetario Internacional y el Banco Mundial.

## Controversias
Recientemente ante la sanción de la Ley Antiterrorista Argentina por parte del Congreso Argentino, se ha señalado en diversos ámbitos que el objetivo principal del GAFI, más allá del enunciado por la propia institución, es el control de las operaciones financieras por parte de los países centrales. Ya que los países periféricos no tienen el suficiente volumen económico como para ocultar grandes operaciones de blanqueo de capital.